# Järfälla kommunvapen

Järfälla vapen innehåller en symbol som är vanlig i den kristna kultursfären: Guds lamm.

Järfälla kommunvapen antogs av Järfälla landskommun av dåvarande kommunalfullmäktige år 1955, men fastställdes aldrig av Kungl Maj:t. Enligt nyare lagstiftning registrerades vapnet för Järfälla kommun hos Patent- och registreringsverket år 1977. Vapnet går tillbaka på symboler i Sollentuna härads sigill från 1560-talet.

## Blasonering
Blasonering: I grönt fält ett stående tillbakaseende lamm av silver med beväpning av guld, hållande med högra frambenet en ginbalksvis ställd, med dubbelkors med svagt utböjda armar försedd stång av guld.